# Militärischer Führerausweis
Militärischer Führerausweis ist eine Fahrberechtigung für Militärfahrzeuge in der Schweizer Armee. Dort sind die Fahrberechtigungen detailliert geregelt. Jede erworbene militärische Kategorie wird in den zivilen Führerausweis (sofern im Kreditkartenformat) unterhalb der zivilen Kategorien eingetragen. Manche erworbenen Fahrberechtigungen von Armeefahrzeugen ergeben automatisch einen Eintrag zur zivilen Fahrberechtigung, beispielsweise ergibt 930 automatisch das zivile C.
Militärische Führerausweiskategorien ab 1. Januar 2004 nach der «Regelung Armee XXI»:
- allgemein bedeutet die Null am Schluss der Kennziffer «ohne weitere Einschränkung»; eine nicht-null bedeutet weitere Spezifizierung bzw. Einschränkung.
- generell muss die zivile Führerausweiskategorie B vorhanden sein um im Militär motorisierte Fahrzeuge zu führen. Ausnahme: 910 darf auch von zivil A1, A- oder A erlernt/geführt werden.

Die Fahrberechtigungen sind noch abgestuft zwischen der Verkehrsart. Ohne Buchstaben am Ende gilt die Fahrberechtigung allgemein, mit einem “W” darf nur innerhalb des Werks mit dem Fahrzeug gefahren werden, mit einem “R” darf das Fahrzeug zu Reparaturzwecken bewegt werden.

## Militärische Führerausweiskategorien im Strassenverkehr
| Ausbildungscode für PISA und DB Eintrag | Eintrag im zivilen Führerausweis FABER/FAK | Benennung                                       | Berechtigt zum Führen der folgenden mil Kategorien | Erfordert Eignungsprüfung („Test für Fahrer“, meist an Rekrutierung) | Erhält zivile Führerausweiskategorie (sofern noch nicht vorhanden) |
| --------------------------------------- | ------------------------------------------ | ----------------------------------------------- | -------------------------------------------------- | -------------------------------------------------------------------- | ------------------------------------------------------------------ |
| 910                                     | 910                                        | Motorräder                                      | 910                                                | A-Test                                                               | A (unbeschränkt, auch wenn unter 25 bzw. 20J alt)                  |
| 920                                     | 920                                        | Leichte Motorwagen (<3.5t), geländegängig       | 920 / 921                                          | B-Test                                                               | -                                                                  |
| 921                                     | 921                                        | Leichte Motorwagen (<3.5t), nicht geländegängig | 921                                                | Nein                                                                 | -                                                                  |
| 930                                     | 930 / 920                                  | Schwere Motorwagen (>7.5t)                      | 930 / 931 / 920 / 921                              | A-Test                                                               | C                                                                  |
| 931                                     | 931 / 920                                  | Schwere Motorwagen (<7.5t)                      | 931 / 920 / 921                                    | B-Test                                                               | C1/D1 (ab 21J)                                                     |
| 941                                     | 940                                        | Radfahrzeuge bis 45 km/h                        | 941                                                | B-Test                                                               | F                                                                  |
| 942                                     | 940                                        | Raupenfahrzeuge bis 45 km/h                     | 942                                                | B-Test                                                               | F                                                                  |
| 943                                     | 940                                        | Schneefahrzeuge                                 | 943                                                | B-Test                                                               | F                                                                  |
| 944                                     | 940                                        | Gabelstapler                                    | 944                                                | B-Test                                                               | F                                                                  |
| 945                                     | 940                                        | Feldumschlaggerät FUG                           | 945                                                | B-Test                                                               | F                                                                  |
| 951                                     | 951 / 920                                  | Panzer 87 LEO                                   | 951 / 920 / 921                                    | A-Test                                                               | -                                                                  |
| 952                                     | 952 / 920                                  | Geniepanzer Kodiak                              | 952 / 920 / 921                                    | A-Test                                                               | -                                                                  |
| 953                                     | 953 / 920                                  | Entpannungspanzer 65/88                         | 953 / 920 / 921                                    | A-Test                                                               | -                                                                  |
| 954                                     | 954 / 920                                  | Panzerhaubitze                                  | 954 / 920 / 921                                    | A-Test                                                               | -                                                                  |
| 955                                     | 955 / 920                                  | Schützenpanzer (alle Typen)                     | 955 / 920 / 921                                    | A-Test                                                               | -                                                                  |
| 956                                     | 956 / 920                                  | Brückenpanzer 68/88                             | 956 / 920 / 921                                    | A-Test                                                               | -                                                                  |
| 961                                     | 960 / 920                                  | Gepanzerte Radfahrzeuge bis 7,5 t               | 961 / 920 / 921                                    | B-Test                                                               | -                                                                  |
| 962                                     | 960 / 920                                  | Panzerjäger / Sanität (PIRANHA 6×6)             | 962 / 920 / 921                                    | A-Test                                                               | -                                                                  |
| 963                                     | 960 / 920                                  | Radschützenpanzer (PIRANHA 8×8 SPZ 93)          | 963 / 962 / 920 / 921                              | A-Test                                                               | -                                                                  |
| 964                                     | 960 / 920                                  | Radschützenpanzer (PIRANHA 8x8 IIIC)            | 964 / 963 / 962 / 920 / 921                        | A-Test                                                               | -                                                                  |
| 971                                     | 970 / 930 / 920                            | Langmaterialtransportwagen                      | 971 / 930 / 931 / 920 / 921                        | A-Test                                                               | -                                                                  |
| 972                                     | 970 / 930 / 920                            | Sattelmotorfahrzeug mit Schwimmbrü Sattelanh 95 | 972 / 930 / 931 / 920 / 921                        | A-Test                                                               | -                                                                  |
| 973                                     | 970 / 930 / 920                            | Kranwagen FAUN                                  | 973 / 930 / 931 / 920 / 921                        | A-Test                                                               | -                                                                  |
| 974                                     | 970 / 930 / 920                            | Autokran GOTTWALD                               | 974 / 930 / 931 / 920 / 921                        | A-Test                                                               | -                                                                  |
| 975                                     | 970 / 921                                  | Kranwagen ZIVIL                                 | 975 / 921                                          | Nein                                                                 | -                                                                  |

## Bewilligungen zum Führen von Anhängern
(Werden als Zusatz „E“ zu bereits vorhandenen Führerausweis-Kategorien erteilt)
| Ausbildungscode für PISA und DB Eintrag | Eintrag im zivilen Führerausweis FABER/FAK | Benennung                                                  | Berechtigt zum Führen der folgenden mil Kategorien | Erhält zivile Führerausweiskategorie (sofern noch nicht vorhanden) |
| --------------------------------------- | ------------------------------------------ | ---------------------------------------------------------- | -------------------------------------------------- | ------------------------------------------------------------------ |
| 920E                                    | 920E                                       | Anhänger über 750 kg, resp. bis zur zulässigen Anhängelast | 920E / 921E                                        | E zu B                                                             |
| 921E                                    | 921E                                       | Anhänger über 750 kg, resp. bis zur zulässigen Anhängelast | 921E                                               | E zu B                                                             |
| 930E                                    | 930E                                       | Anhänger über 750 kg, resp. bis zur zulässigen Anhängelast | 930E / 931E / 920E / 921E                          | E zu C / E zu B                                                    |
| 931E                                    | 931E                                       | Anhänger über 750 kg, resp. bis zur zulässigen Anhängelast | 931E / 920E / 921E                                 | E zu C1 / E zu B                                                   |

## Militärische Schiffsführerausweise
| Ausbildungscode für PISA und DB Eintrag | Berechtigt zum Führen der folgenden mil Kategorien | Erhält zivile Führerausweiskategorie (sofern noch nicht vorhanden) |
| --------------------------------------- | -------------------------------------------------- | ------------------------------------------------------------------ |
| I                                       | Schiffe mit Aussenbordmotoren                      | A                                                                  |
| II                                      | Schiffe bis 15 m Länge mit eingebauten Motoren     | A                                                                  |
| III                                     | Schiffe über 15 m Länge mit eingebauten Motoren    | A                                                                  |
| IV                                      | Geniefähren                                        | kann erst nach Erwerb von Kat. I erworben werden                   |
| V                                       | Schiffe besonderer Bauart                          | E                                                                  |
| VI                                      | Schiffe mit Radarnavigation                        | A                                                                  |